# Хидоятов, Даврон Абдулпаттахович
Даврон Абдулпаттахович Хидоятов (узб. Davron Abdulpattaxovich Hidoyatov; род. в 1976 году, Ташкент, Узбекская ССР, СССР.

## Биография
Родился в 1976 году в Ташкенте. В 1998 году окончил Ташкентский государственный экономический университет, а в 2001 году Банковско-финансовую академию. В 1996—2004 годах работал в Центрального банка Узбекистана, в 2004—2005 годах был председателем правления «Азия-Инвест Банка» (Москва). С 2009 по 2012 год работал исполнительным директором по финансам компании GM Uzbekistan, с 2012 по 2014 год — генеральным директором СП MAN Auto-Uzbekistan.
С июля 2014 года по 12 апреля 2017 года занимал должности председателя Комитета по приватизации, демонополизации и развитию конкуренции.
С апреля 2017 работал и. о. хокима Чиланзарского района города Ташкент. 4 октября 2018 года занял должность первого заместителя хокима города Ташкента по вопросам архитектуры, капитального строительства и развития коммуникаций.
30 января 2021 года указом президента Узбекистана Шавкатом Мирзиёевым Даврон Хидоятов назначен исполняющим обязанности хокима Ташкентской области, сменив на этом посту Рустама Холматова. 19 марта 2021 года сессией областного кенгаша народных депутатов утверждён в должности.
В ноябре 2021 переведён хокимом Чирчика. 

## Награды
- Орден «Дустлик» (29.08.2019)